# Policia Nacional de Ruanda
La Policia Nacional de Ruanda és el servei de policia de Ruanda. El departament va ser creat el 16 de juny de 2000 per la Llei N. 09 de 2000 i va fusionar tres forces anteriors, la Gendarmerie Nationale del Ministeri de Defensa, la Policia Comunal del Ministeri de l'Interior i al Policia Judicial del Ministeri de Justícia.
En 2017 s'obrirà un laboratori forense a Kigali amb tècnics d'assessorament formats a Alemanya.
La visió de la PNR és:el poble de Ruanda és segura, implicada i tranquil·litzada. La missió és el lliurament de serveis d'alta qualitat, responsabilitat i transparència, assegurar l'estat de dret i proporcionar un entorn segur i lliure de crims a tothom.